# ノー・モア・ドラマ (アルバム)
『ノー・モア・ドラマ』（No More Drama）は、2001年8月に発売されたメアリー・J. ブライジの5枚目のスタジオ・アルバム。
プロデューサーに初めてドクター・ドレーを迎え、その他、ザ・ネプチューンズ、ロックワイルダー、スウィズ・ビーツ、デイム・グリースなどもプロデュースに参加した『ノー・モア・ドラマ』は、前作スタジオ・アルバム『メアリー』(Mary)の少し物憂げなどことなくブルージーなトーンとは異なり、ヘヴィーなビートを刻むインパクトの強い先行シングル「ファミリー・アフェアー」(Family Affair)や、アルバム名と同名の3rdシングル「ノー・モア・ドラマ」(No More Drama)の2曲に代表されるように全体的に力強さを感じさせるアルバムとなっている。
このアルバムもデビュー・アルバムから続くプラチナ・アルバムとなり、最高位は全米アルバムチャート2位、R&Bアルバムチャート1位を記録した。第44回グラミー賞では「最優秀R&Bアルバム賞」にノミネートされ、大ヒットしたシングルの「ファミリー・アフェアー」も「最優秀女性R&Bボーカル・パフォーマンス賞」にノミネートされるなど、メアリー・J. ブライジのキャリアを代表するアルバムの一つとなった。翌2002年には新曲などを加えて収録曲を入れ替えたニュー・バージョンの再発盤もリリースされ、そこからのシングル「レイニー・デイズ feat. ジャ・ルール」(Rainy Dayz feat. Ja Rule)もヒットし、第45回グラミー賞では再発盤収録の「ヒー・シンク・アイ・ドント・ノウ」(He Think I Don't Know)が「最優秀女性R&Bボーカル・パフォーマンス賞」を見事受賞した。

## コンセプト
『ノー・モア・ドラマ』の代表曲の「ノー・モア・ドラマ」(No More Drama)は、「drama, pain  はもうまっぴら、波乱万丈の不幸な人生はもういらない」という内省的な内容となっているが、アルバム全体のコンセプトとしても、様々なことに対しての「anger (怒り)」をなくしてシンプルな気持ちになりたいという、自分自身に対しての「anger（怒り）」がテーマにあり、これまで味わってきた愛憎劇に終止符を打って「もうこれ以上苦痛は味わいたくない、このままじゃ何も得られないから」というメアリーの思いが込められている。なお、日本盤の帯コピーは「完全無欠。私はいつもオリジナル。」である。

## トラック・リスト
| #         | タイトル | 作詞・作曲 | プロデューサー                                                                      | 時間  |
| --------- | --- | --- | ----------------------------------------------------------------------------------- | ----- |
| 1.        | 「ラヴ」(Love) | メアリー・J. ブライジ、 ブルース・ミラー、 ロン・ローレンス、 クワメ・ホーランド                                                                    | ロン・"Amen-Ra"・ローレンス（ロン・ローレンス）、 K-1ミリオン（クワメ・ホーランド） | 2:46  |
| 2.        | 「ファミリー・アフェアー」(Family Affair)                                                                                    | メアリー・J. ブライジ、 ブルース・ミラー、 アンドレ・ヤング（ドクター・ドレー）、 カメラ・カンボン、 マイク・エリゾンド                             | ドクター・ドレー                                                                    | 4:26  |
| 3.        | 「スティール・アウェイ feat. ファレル・ウィリアムス and マーショーン・スミス」(Steal Away feat. Pharrell and Marshane Smith) | メアリー・J. ブライジ、 ファレル・ウィリアムス（ザ・ネプチューンズ）                                                                                | ザ・ネプチューンズ                                                                  | 4:27  |
| 4.        | 「クレイジー・ゲームス」(Crazy Games)                                                                                        | メアリー・J. ブライジ、 ケニー・ディッカーソン | ケニー・フレイヴ（ケニー・ディッカーソン）                                          | 3:24  |
| 5.        | 「PMS feat. レニー・クラヴィッツ」(PMS feat. Lenny Kravitz)                                                                  | メアリー・J. ブライジ、 テリー・ロビンソン、タラ・ティルマン（テリー&モニカ）、 チャッキー・トンプソン、 アル・グリーン                             | チャッキー・トンプソン                                                              | 5:33  |
| 6.        | 「ノー・モア・ドラマ」(No More Drama)                                                                                        | ジェイムズ・ハリス 3世、テリー・ルイス（ジャム&ルイス）、 バリー・デ・ヴォーゾン、 ペリー・ボトキン・ジュニア                                       | ジャム&ルイス                                                                       | 5:26  |
| 7.        | 「キープ・イット・ムーヴィン」(Keep It Moving)                                                                               | メアリー・J. ブライジ | ロックワイルダー                                                                    | 4:15  |
| 8.        | 「デスティニー」(Destiny) | メアリー・J. ブライジ、 ブライアン・リーヴス、 ベニー・ベンジャミン、 ソル・マーカス、 グロリア・コールドウェル                                     | キヤマ・グリフィン                                                                  | 4:14  |
| 9.        | 「ホエア・アイヴ・ビーン feat. イヴ」(Where I've Been feat. Eve)                                                             | メアリー・J. ブライジ、 イヴ | スウィズ・ビーツ                                                                    | 5:11  |
| 10.       | 「ビューティフル・デイ」(Beautiful Day)                                                                                      | ブルース・ミラー | ケニー・フレイヴ（ケニー・ディッカーソン）                                          | 3:34  |
| 11.       | 「ダンス・フォー・ミー feat. アーキム・ミラー」(Dance for me feat. Ahkim Miller)                                             | ブルース・ミラー、 メアリー・J. ブライジ、 アーキム・ミラー、 スティング                                                                            | デイム・グリース                                                                    | 4:47  |
| 12.       | 「フライング・アウェイ」(Flying Away)                                                                                        | メアリー・J. ブライジ、 ブレンダ・ラッセル | キヤマ・グリフィン                                                                  | 5:01  |
| 13.       | 「ネヴァー・ビーン feat. ミッシー・エリオット」(Never Been feat. Missy Elliott)                                              | ミッシー・エリオット、 アンリ・シャルルマーニュ、 ゲイン・マクファデン、ジョン・ホワイトヘッド（マクファデン&ホワイトヘッド）、ジェラルド・コーエン | ミッシー・エリオット、 アンリ・シャルルマーニュ                                     | 4:03  |
| 14.       | 「トゥ・ユー」(2U) | メアリー・J. ブライジ | キヤマ・グリフィン                                                                  | 4:46  |
| 15.       | 「イン・ザ・ミーンタイム」(In the Meantime)                                                                                  | メアリー・J. ブライジ、 テリー・ロビンソン | リッチ・ハリソン                                                                    | 4:14  |
| 16.       | 「ポエム～フォーエヴァー・ノー・モア」(Forever No More - Poem)                                                               | メアリー・J. ブライジ（作詩・朗読） | メアリー・J. ブライジ                                                               | 1:41  |
| 17.       | 「テスティモニー」(Testimony)                                                                                                | メアリー・J. ブライジ、 ケニー・ディッカーソン、 ミッチェル・ベル                                                                                   | ケニー・フレイヴ（ケニー・ディッカーソン）                                          | 5:00  |
| 合計時間: | 合計時間: | 合計時間: | 合計時間:                                                                           | 72:48 |

| #   | タイトル                                              | 作詞・作曲                                                       | プロデューサー         | 時間 |
| --- | ----------------------------------------------------- | ---------------------------------------------------------------- | ---------------------- | ---- |
| 18. | 「ガール・フロム・イェスタデイ」(Girl From Yesterday) | セシル・ワード、 チャッキー・トンプソン、 アイズレー・ブラザーズ | チャッキー・トンプソン | 4:41 |

| #         | タイトル | 作詞・作曲 | プロデューサー                                                                      | 時間  |
| --------- | --- | --- | ----------------------------------------------------------------------------------- | ----- |
| 1.        | 「ラヴ」(Love) | メアリー・J. ブライジ、 ブルース・ミラー、 ロン・ローレンス、 クワメ・ホーランド                                                                     | ロン・"Amen-Ra"・ローレンス（ロン・ローレンス）、 K-1ミリオン（クワメ・ホーランド） | 2:46  |
| 2.        | 「ファミリー・アフェアー」(Family Affair)                                                                                    | メアリー・J. ブライジ、 ブルース・ミラー、 アンドレ・ヤング（ドクター・ドレー）、 カメラ・カンボン、 マイク・エリゾンド                              | ドクター・ドレー                                                                    | 4:26  |
| 3.        | 「スティール・アウェイ feat. ファレル・ウィリアムス and マーショーン・スミス」(Steal Away feat. Pharrell and Marshane Smith) | メアリー・J. ブライジ、 ファレル・ウィリアムス（ザ・ネプチューンズ）                                                                                 | ザ・ネプチューンズ                                                                  | 4:27  |
| 4.        | 「ヒー・シンク・アイ・ドント・ノウ」(He Think I Don't Know)                                                                  | ジェラルド・アイザック | ジェラルド・アイザック                                                              | 5:37  |
| 5.        | 「PMS feat. レニー・クラヴィッツ」(PMS feat. Lenny Kravitz)                                                                  | メアリー・J. ブライジ、 テリー・ロビンソン、タラ・ティルマン（テリー&モニカ）、 チャッキー・トンプソン、 アル・グリーン                              | チャッキー・トンプソン                                                              | 5:33  |
| 6.        | 「ノー・モア・ドラマ」(No More Drama)                                                                                        | ジェイムズ・ハリス 3世、テリー・ルイス（ジャム&ルイス）、 バリー・デ・ヴォーゾン、 ペリー・ボトキン・ジュニア、                                      | ジャム&ルイス                                                                       | 5:26  |
| 7.        | 「レイニー・デイズ feat. ジャ・ルール」(Rainy Dayz feat. Ja Rule)                                                            | アーヴィング・ロレンソ（アーヴ・ゴッティ）、ジェフリー・アトキンス（ジャ・ルール）                                                                   | アーヴ・ゴッティ                                                                    | 4:36  |
| 8.        | 「ホエア・アイヴ・ビーン feat. イヴ」(Where I've Been feat. Eve)                                                             | メアリー・J. ブライジ、 イヴ | スウィズ・ビーツ                                                                    | 5:11  |
| 9.        | 「ビューティフル・デイ」(Beautiful Day)                                                                                      | ブルース・ミラー | ケニー・フレイヴ（ケニー・ディッカーソン）                                          | 3:34  |
| 10.       | 「ダンス・フォー・ミー feat. コモン」(Dance for me feat. Common)                                                             | ブルース・ミラー、 メアリー・J. ブライジ、 ロニー・リン（コモン）、 スティング                                                                       | デイム・グリース                                                                    | 3:24  |
| 11.       | 「ノー・モア・ドラマ Remix feat. P・ディディ and マリオ・ワイナンズ」(No More Drama Remix feat. P. Diddy and Mario Winans)   | ジェイムズ・ハリス 3世、テリー・ルイス（ジャム&ルイス）、 バリー・デ・ヴォーゾン、 ペリー・ボトキン・ジュニア、 ショーン・コムズ、マリオ・ワイナンズ | ショーン・コムズ、マリオ・ワイナンズ                                                | 4:05  |
| 12.       | 「フライング・アウェイ」(Flying Away)                                                                                        | メアリー・J. ブライジ、 ブレンダ・ラッセル | キヤマ・グリフィン                                                                  | 5:01  |
| 13.       | 「ネヴァー・ビーン feat. ミッシー・エリオット」(Never Been feat. Missy Elliott)                                              | ミッシー・エリオット、 アンリ・シャルルマーニュ、 ゲイン・マクファデン、ジョン・ホワイトヘッド（マクファデン&ホワイトヘッド）、ジェラルド・コーエン  | ミッシー・エリオット、 アンリ・シャルルマーニュ                                     | 4:03  |
| 14.       | 「トゥ・ユー」(2U) | メアリー・J. ブライジ | キヤマ・グリフィン                                                                  | 4:46  |
| 15.       | 「イン・ザ・ミーンタイム」(In the Meantime)                                                                                  | メアリー・J. ブライジ、 テリー・ロビンソン | リッチ・ハリソン                                                                    | 4:14  |
| 16.       | 「ポエム～フォーエヴァー・ノー・モア」(Forever No More - Poem)                                                               | メアリー・J. ブライジ（作詩・朗読） | メアリー・J. ブライジ                                                               | 1:41  |
| 17.       | 「テスティモニー」(Testimony)                                                                                                | メアリー・J. ブライジ、 ケニー・ディッカーソン、 ミッチェル・ベル                                                                                    | ケニー・フレイヴ（ケニー・ディッカーソン）                                          | 5:00  |
| 合計時間: | 合計時間: | 合計時間: | 合計時間:                                                                           | 73:50 |

| #   | タイトル                                                                                                  | 作詞・作曲                                                               | プロデューサー   | 時間 |
| --- | --- | ------------------------------------------------------------------------ | ---------------- | ---- |
| 18. | 「ダンス・フォー・ミー プルトニウム・リミックス feat. コモン」(Dance for me Plutonium Remix feat. Common) | ブルース・ミラー、 メアリー・J. ブライジ、 アーキム・ミラー、 スティング | デイム・グリース | 3:25 |

| #   | タイトル                                              | 作詞・作曲                                                       | プロデューサー         | 時間 |
| --- | ----------------------------------------------------- | ---------------------------------------------------------------- | ---------------------- | ---- |
| 18. | 「ガール・フロム・イェスタデイ」(Girl From Yesterday) | セシル・ワード、 チャッキー・トンプソン、 アイズレー・ブラザーズ | チャッキー・トンプソン | 4:41 |
| 19. | 「チェッキン・フォー・ミー」(Checkin' for Me)         | セシル・ワード、 チャッキー・トンプソン                          | チャッキー・トンプソン | 3:06 |

## 収録曲解説
通常盤
1. トラック1「ラヴ」は、アルバム『ノー・モア・ドラマ』の幕開けに相応しく、力強いリズムを刻みメアリーの上手いラップが印象的で、次のトラック2へ自然に移行する曲となっている。楽曲制作にクレジットされているブルース・ミラー（英語版）は、メアリーの実弟である[1]。
2. トラック2「ファミリー・アフェアー」は、楽曲制作・プロデュース共にドクター・ドレーが担当し、ドレー独特の雰囲気が醸し出された曲となっている。耳に残るヘヴィーなビートとメロディーがメアリーの声質と見事に融合している[1]。この曲は先行シングルとしてリリースされ、デビュー以来のメアリーのシングルの中でチャート最高位のヒットとなった[2]（2019年8月現在の時点でも）。
3. トラック3「スティール・アウェイ」は、ザ・ネプチューンズによるプロデュースで、楽曲制作もしたメンバーのファレル・ウィリアムスがボーカル参加し、マーショーン・スミス（英語版）（ノー・マリス（英語版））がラップを担当している[1]。
4. トラック4「クレイジー・ゲームス」は、マイナー調のブルージーな曲で当時、新進気鋭だったケニー・フレイヴ（ケニー・ディッカーソン（英語版））をプロデュースに起用している[1]。
5. トラック5「PMS」は、2枚目のアルバム『マイ・ライフ』(My Life)以来の馴染みの人物のチャッキー・トンプソン（英語版）がプロデュースを担当し、サンプリング引用にアル・グリーンの1972年の曲「シンプリー・ビューティフル」(Simply Beautiful)が使用されている[1]。ギター・ソロのパートはレニー・クラヴィッツが演奏し、その切ない響きがメアリーの哀愁に満ちたボーカルを引き立てている[1]。
6. トラック6「ノー・モア・ドラマ」は、アルバムを代表する曲で、3枚目のアルバム『シェア・マイ・ワールド』(Share My World) 以来のプロデューサー、ジャム&ルイスのコンビが楽曲制作とプロデュースを担当している。印象的なピアノ・ソロのイントロや伴奏パートには、バリー・デ・ヴォーゾン（英語版）とペリー・ボトキン・ジュニア（英語版）が作曲した1971年の曲「ナディアのテーマ」(Nadia's Theme)がサンプリングされている[1][注釈 2]。
7. トラック7「キープ・イット・ムーヴィン」は、メアリー1人が楽曲制作し、ロックワイルダー（英語版）がプロデュースしたシンプルな曲で、メアリーがこれまでの音楽活動の中で体験し、自分に近づいて裏切っていった人間への思いの丈が率直に詞に込められている[1]。
8. トラック8「デスティニー」は、自身の運命に対する力強い意志を感じさせる歌詞で、前作4枚目の『メアリー』(Mary)に参加していたキヤマ・グリフィン（英語版）によるプロデュースのマイナー調の曲となっている[注釈 3]。サンプリングには、ベニー・ベンジャミン（英語版）、ソル・マーカス（英語版）、グロリア・コールドウェル（英語版）が作詞・作曲した1964年のニーナ・シモンのヒット曲「悲しき願い」(Don't Let Me Be Misunderstood)がさりげなく取り入れられている[1]。
9. トラック9「ホエア・アイヴ・ビーン」は、楽曲制作にも参加しているイヴとコラボしたミディアム・テンポの曲で、メアリーの母子家庭で貧しかった少女時代の環境のことや、7歳の時に自分がいつか表現者になることを感じ取ったことなどが語られているナンバーである[1]。プロデュースはニューヨーク出身のスウィズ・ビーツが手掛けたシンプルなアレンジとなっていて、軽快なビートのサウンドと少し小生意気そうなイヴのラップが映える仕上がりとなっている[1]。
10. トラック10「ビューティフル・デイ」は、メアリーの弟のブルース・ミラーが楽曲制作した浮遊感のあるアレンジの曲で、歌詞も明るく弟思いのメアリーのボーカルに可愛らしさが垣間見えるナンバーとなっている[1]。
11. トラック11「ダンス・フォー・ミー」も、弟のブルース・ミラーが楽曲制作に参加し、アーキム・ミラー（英語版）という人物も楽曲制作とラップ担当にクレジットされているが、時間の短い別バージョンの再発盤にはコモンにクレジットが入れ替わっている[5]。曲は変わらずラッパーの声も少し似ているが声質やラップが違っている）。このアーキム・ミラーは、メアリーの弟と同じ名字のため親類関係者とも推測されている[1]。軽快なナンバーとなった「ダンス・フォー・ミー」には、スティングが作詞・作曲したポリスの1979年の曲「ひとりぼっちの夜」(The Bed's Too Big Without You)がサンプリングされている[1]。ちなみに、メアリーはスティングと2004年に「ホエンエヴァー・アイ・セイ・ユア・ネイム」(Whenever I Say Your Name)でコラボすることになる。
12. トラック12「フライング・アウェイ」は、スロー・テンポのバラード調の曲でメアリー1人が楽曲制作しているが、サンプリングには、ブレンダ・ラッセルが作詞・作曲した1979年のゴスペル・ナンバー「ゴッド・ブレス・ユー」(God Bless You)が取り入れられている[1]。「flying Away」には「being free」の意味があり、この観念はR&Bにしばしば見られ、ゴスペルの観念の「go to heaven」も含まれている[1]。
13. トラック13「ネヴァー・ビーン」は、ミッシー・エリオットが楽曲制作とプロデュースを担当しているが、意外にも女性らしい内容の歌となっていて、バック・ボーカルもミッシーが担当し、アレンジ的にもなんとなくTLCの楽曲を思わせるセクシーな雰囲気となっている。サンプリングには、マクファデン&ホワイトヘッド（英語版）とジェラルド・コーエンが作詞・作曲した1980年の曲「ホワイ・オー・ホワイ」(Why Oh Why)（アルバム『I Heard It in a Love Song』収録）が採用されている[1]。
14. トラック14「トゥ・ユー」は、メアリー1人が楽曲制作し、トラック8と同じキヤマ・グリフィンがプロデュースした曲で、モンティナ・クーパー（英語版）も参加したメアリーの多重バック・コーラスが感動的な美しいアレンジで、切ない女心を歌ったラブ・ソングとなっている[1]。
15. トラック15「イン・ザ・ミーンタイム」は、テリー&モニカ（英語版）のテリー・ロビンソンが楽曲制作やバック・ボーカルに参加した曲で、リッチ・ハリソン（英語版）によるプロデュースの80年代初期から半ばのR&Bソウル風の微妙な転調のアレンジのバラード・ナンバーとなっている[1]。
16. トラック16「ポエム～フォーエヴァー・ノー・モア」は、メアリー自身による詩の朗読で、「互いを蹴落とすことに腐心するような、競争社会がなくなりますように。供給と需要の行き過ぎたせめぎ合いは、取るに足らないプライドによってもたらされ、そのうち、人間を内側から窒息させてしまう。そんなものはもうたくさん」といった誠実で深いメッセージが込められたものとなっている[1]。
17. トラック17「テスティモニー」は、ミッチェル・ベル（英語版）が楽曲制作に参加しバック・ボーカルのアレンジも行なっているが、ボーカル・ワークはすべてメアリーが歌っている[1]。詞の内容は、これまで味わった人生での楽しさや苦しみを振り返り、その苦難や虚しさを大空に向かって両手を広げて、自分に教訓を課し見守っている神を思うことで乗り越えたことを歌い、人を勇気づけるナンバーとなっている[1]。
18. 日本盤のボーナストラック18「ガール・フロム・イェスタデイ」は、チャッキー・トンプソンによる楽曲制作・プロデュースで、洗練されたジャジーなスロー・ナンバーとなっている。もう1人の楽曲制作者のセシル・ワード（英語版）は、4枚目のアルバム『メアリー』にも参加していた人物で、チャッキー・トンプソンのレーベル所属の歌手のアルバムなどにも楽曲提供している[6]。サンプリングには、アイズレー・ブラザーズの「センシュアリティ」(Sensuality (Part 1 & 2))が基調として使われている[7]。

2000年再発盤の新曲
1. トラック4「ヒー・シンク・アイ・ドント・ノウ」は、スロー・テンポのナンバーだが、歌詞はこっそり浮気をしている相手に向けた内容となっている。ジェラルド・アイザック（英語版）の楽曲制作・プロデュースによる曲で、第45回グラミー賞において「最優秀女性R&Bボーカル・パフォーマンス賞」を受賞した。ジェラルド・アイザックは前作4枚目の『メアリー』からのシングル「ユア・チャイルド」(Your Child)も制作しているミュージシャンで、グレニーク（英語版）のデビュー・アルバムなども手掛けている[6]。
2. トラック7「レイニー・デイズ」は、ジャ・ルールとコラボした曲で、楽曲制作もジャ・ルールと、アーヴ・ゴッティ（英語版）が行なっている。ジャ・ルールのしゃがれ声とメアリーの声質が融合したナンバーとなり全米チャート12位のヒットとなった。この曲を書いたジャ・ルールは、アメリカ同時多発テロ事件のショックから、この詞を作ったとされる[8]。
3. トラック10「ダンス・フォー・ミー」は、バージョンが少し異なって時間が短く、コモンがフィーチャリング・アーティストと楽曲制作にクレジットされている[5]。通常盤ではアーキム・ミラー（英語版）がラッパーとなっている[1]。
4. トラック11「ノー・モア・ドラマ リミックス」では、仲違いしていたP・ディディことショーン・コムズとのコラボとなり、これをきっかけとして次作6枚目のスタジオ・アルバム『 ラヴ & ライフ』(Love & Life)で再びショーン・コムズがプロデュースを手掛けることになる[4]。このリミックス版は、原曲とは別物の曲調となり、下手だったP・ディディの上達したラップが聴けるナンバーである。サンプリングにはバーナード・エドワードとナイル・ロジャースが作詞・作曲したシックの曲「ユー・キャント・ドゥ・イット・アローン」(You Can't Do It Alone)が使用されている[5]。
5. 日本盤のボーナストラック19「チェッキン・フォー・ミー」は、通常盤と再発盤のボーナストラック18の「ガール・フロム・イェスタデイ」と同じく、チャッキー・トンプソンとセシル・ワードが楽曲制作し、チャッキー・トンプソンによるプロデュースのシンプルな曲である[5]。

## チャート記録

### 週間
| チャート(2001-2002)                                                             | 最高位 |
| ------------------------------------------------------------------------------- | ------ |
| アメリカ「ビルボード200・アルバムチャート」(Billboard 200)                      | 2      |
| アメリカ「トップR&B/ヒップホップ・アルバムチャート」(Top R&B/Hip-Hop Albums)    | 1      |
| イギリス「UK・R&Bアルバムチャート」(UK R&B Singles and Albums Charts)           | 1      |
| イギリス「UKアルバムチャート」(UK Albums Chart)                                 | 4      |
| カナダ「カナディアン・アルバムチャート」(Canadian Albums Chart)                 | 5      |
| オランダ「アルバム・トップ100」(Dutch Album Top 100)                            | 9      |
| フランス「SNEPアルバムチャート」(Syndicat National de l'Édition Phonographique) | 8      |
| ドイツ「GfKアルバムチャート」(GfK Entertainment charts)                         | 13     |
| スコットランド「アルバムチャート」(Scottish Singles and Albums Charts)          | 8      |
| スウェーデン「スヴァリイェトプリストン・アルバムチャート」(Sverigetopplistan)   | 2      |
| スイス「シュヴァイツァー・アルバムチャート」(Swiss Hitparade)                   | 7      |

### 年間
| チャート(2001)                                                                   | 位  |
| -------------------------------------------------------------------------------- | --- |
| アメリカ「ビルボード200・年間アルバムチャート」(Billboard 200)                   | 85  |
| アメリカ「トップR&B/ヒップホップ・年間アルバムチャート」(Top R&B/Hip-Hop Albums) | 32  |
| イギリス「UK年間アルバムチャート」(UK Albums Chart)                              | 101 |

| チャート(2002)                                                                   | 位 |
| -------------------------------------------------------------------------------- | -- |
| アメリカ「ビルボード200・年間アルバムチャート」(Billboard 200)                   | 73 |
| アメリカ「トップR&B/ヒップホップ・年間アルバムチャート」(Top R&B/Hip-Hop Albums) | 32 |
| イギリス「UK年間アルバムチャート」(UK Albums Chart)                              | 49 |

## 受賞・ノミネート
- 第29回アメリカン・ミュージック・アワード (American Music Awards of 2002)
  - 最人気ソウル/R&B女性アーティスト賞 (Favorite Soul/R&B Female Artist)ノミネート
- 第30回アメリカン・ミュージック・アワード (American Music Awards of 2003)
  - 最人気ソウル/R&B女性アーティスト賞 (Favorite Soul/R&B Female Artist)受賞

- 第2回BETアワード (BET Awards 2002)
  - 最優秀女性R&Bアーティスト賞 (Best Female R&B Artist)ノミネート

- 第44回グラミー賞 (44th Annual Grammy Awards)
  - 最優秀R&Bアルバム賞 (Best R&B Album)ノミネート
  - 最優秀女性R&Bボーカル・パフォーマンス賞 (Best Female R&B Vocal Performance)ノミネート - 「ファミリー・アフェアー」

- 第45回グラミー賞 (45th Annual Grammy Awards)
  - 最優秀女性R&Bボーカル・パフォーマンス賞 (Best Female R&B Vocal Performance)受賞 - 「ヒー・シンク・アイ・ドント・ノー」

- 第34回NAACPイメージ・アワード (34th NAACP Image Awards)
  - アウトスタンディング・女性アーティスト賞 (Outstanding Female Artist)ノミネート
  - アウトスタンディング・楽曲賞 (Outstanding Song)ノミネート - 「ノー・モア・ドラマ」
  - アウトスタンディング・ミュージック・ビデオ賞 (Outstanding Music Video)ノミネート - 「ノー・モア・ドラマ」

- 2003年ソウル・トレイン・ミュージック・アワード (2003 Soul Train Music Awards)
  - 最優秀R&B/ソウル・アルバム賞-女性部門 (Best R&B/Soul Album – Female)ノミネート

- 2002年MTV ビデオ・ミュージック・アワード (2002 MTV Video Music Awards)
  - 最優秀R&Bビデオ賞 (Best R&B Video)受賞 - 「ノー・モア・ドラマ」
  - 最優秀振付け賞 (Best Choreography)ノミネート - 「ファミリー・アフェアー」

- 2003年米国作曲家作詞家出版者協会賞 (ASCAP)
  - 最優秀パフォーマンス・楽曲賞 (Most Performed Songs)受賞 - 「ファミリー・アフェアー」